# Zheng Jiuyuan
Zheng Jiuyuan (郑九源S; 13 aprile 2004) è un tuffatore cinese, specializzato nel trampolino.

## Biografia
Ha partecipato ai mondiali di Budapest 2022, classifcandosi 8º nel trampolino 1 m. 
Ai mondiali di Fukuoka 2023 ha vinto l'oro nella squadra mista, con Bai Yuming, Zhang Minjie e Si Yajie, e il bronzo nel trampolino 1 m, alle spalle del connazionale Peng Jianfeng e del messicano Osmar Olvera. Due anni dopo sale sul gradino più alto del podio nel trampolino 1 metro e nel sincro 3 metri ai mondiali di Singapore.

## Palmarès
- Mondiali

Fukuoka 2023: oro nella squadra mista, bronzo nel trampolino 1m.
Singapore 2025: oro nel trampolino 1m e nel sincro 3m, argento nel trampolino 3m.
- Vincitore della Coppa del Mondo del sincro 3m nel 2025